# Setchellanthus
Setchellanthus, monotipski biljni rod smješten u vlastitu porodicu Setchellanthaceae, dio reda Brassicales. Jedina vrsta S. caeruleus, endem je u meksičkim državama Coahuila, Durango, Oaxaca i Puebla.
S. caeruleus je kseromorfni grm iz pustinje Chihuahua i doline Tehuacán-Cuicatlán. Odlikuje se velikim plavim cvijetom.
Rod je nekada uključivan u porodicu Capparaceae.

## Opis
Setchellanthaceae sadrži samo jednu vrstu, Setchellanthus caeruleus, grm koji se nalazi u Meksiku. Može se prepoznati po velikim plavim cvjetovima, čiji su dijelovi obično šesteročlani koji se nalaze u pazušcima listova. Vegetativno se biljka prilično ne razlikuje, iako ima dlake u obliku slova T i prilično male listove bez zubaca koji imaju sekundarne žile koje izlaze blizu baze. Plod s tri mjesta odvaja se duž pregrada, ostavljajući uporan središnji stup. Setchellanthus je bio uključen u Capparaceae.